# Naked Without You
Naked Without You è il quarto album in studio della cantante statunitense Taylor Dayne, pubblicato nel 1998.

## Tracce
1. Don't Make Me Love You (Andrew Roachford) – 4:10
2. Whenever You Fall (Taylor Dayne, Robert P. Graziose, Ernie Lake, Janice Robinson) – 4:49
3. Unstoppable (T. Dayne, Arnie Roman) – 4:07
4. Naked Without You (Rick Nowels, A. Roachford, Billy Steinberg) – 3:52
5. Whatever You Want (Andrew Baker, T. Dayne, Fred Zarr) – 4:50
6. Stand (Henry Hey, Stephanie Saraco) – 4:26
7. You Don't Have to Say You Love Me (Simon Napier-Bell, Giuseppe Donaggio, Vito Pallavicini, Vicki Wickham) – 4:09
8. Love's Gonna Be On Your Side (T. Dayne, Robbie Nevil) – 4:27
9. Dreams (T. Dayne, Tom Keane) – 4:00
10. There Is No Heart That Won't Heal (Diane Warren) – 5:17
11. Soon As My Heart Breaks (T. Dayne, Billy Mann) – 3:12
12. Whatever You Want (Remix) (A. Baker, T. Dayne, Fred Zarr) – 4:41